# مجموعة كارلايل
مجموعة كارلايل هي شركة متعددة الجنسيات للأسهم الخاصة وإدارة الأصول البديلة والخدمات المالية ومقرها في الولايات المتحدة وتدير أصولًا بقيمة 376 مليار دولار. وهي متخصصة في الأسهم الخاصة ، والأصول الحقيقية ، والائتمان الخاص . وهو واحد من أكبر الصناديق الضخمة في العالم. في عام 2015، كانت كارلايل أكبر شركة أسهم خاصة في العالم من حيث رأس المال الذي تم جمعه على مدى السنوات الخمس الماضية، وفقًا لمؤشر بي إي أي 300 . لكن في تصنيف 2023، تراجعت إلى المركز الخامس.
تأسست عام 1987 في واشنطن العاصمة.، بواسطة كلاً من كونواي جونيور., ستيفن ل. نوريس, ديفيد روبنشتاين, دانييل أ. دانييلو و جريج روزنباوم، لدى الشركة ما يقرب من 1850 موظفاً في 26 مكتباً في ست قارات اعتبارًا من ديسمبر 2021. في 3 مايو 2012 ، أكملت مجموعة كارلايل أ US$700 مليون في مرحلة الاكتتاب العام الأولي وبدأ التداول على أسهمها في بورصة ناسداك .